# Siepietnica
Siepietnica ist ein Dorf der Gmina Skołyszyn im Powiat Jasielski der Woiwodschaft Karpatenvorland in Polen.

## Geographie
Es liegt am Fluss Ropa etwa 132 km südöstlich von Krakau und 43 km nördlich der slowakischen Grenze.

## Geschichte
Im 12. Jahrhundert gehörte das Gebiet zur Benediktinerabtei Tyniec, damit im Zusammenhang tauchten erste Erwähnungen auf, deren Datierung in Frage gestellt wurde. Der Ort wurde in einem Dokument von Gilo von Paris (wahrscheinlich aus den Jahren 1123–1125) als Suepetnici villa und in der 1229 erschienenen Päpstlichen Bulle als Cuepetnici erwähnt.
Der Ort gehörte zunächst zum Königreich Polen (ab 1569 in der Adelsrepublik Polen-Litauen), Woiwodschaft Krakau, Kreis Biecz. Bei der Ersten Teilung Polens kam Siepietnica 1772 zum neuen Königreich Galizien und Lodomerien des habsburgischen Kaiserreichs (ab 1804). Ab dem Jahr 1855 gehörte er zum Bezirk Gorlice.
1918, nach dem Ende des Ersten Weltkriegs und dem Zusammenbruch der k.u.k. Monarchie, kam Siepietnica zu Polen. Unterbrochen wurde dies nur durch die Besetzung Polens durch die Wehrmacht im Zweiten Weltkrieg.
Von 1975 bis 1998 gehörte Siepietnica zur Woiwodschaft Krosno.

## Sehenswürdigkeiten

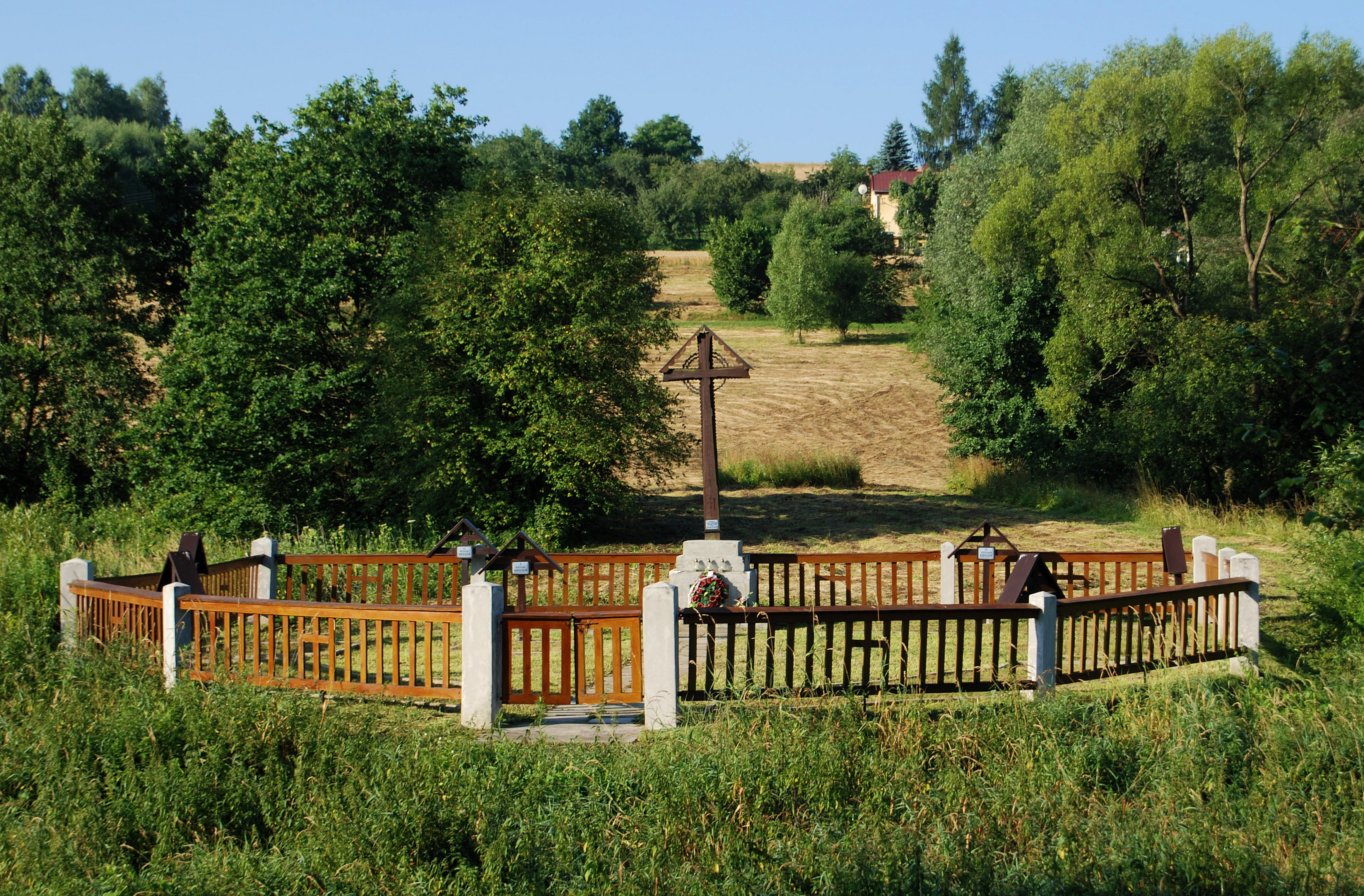
Soldatenfriedhof

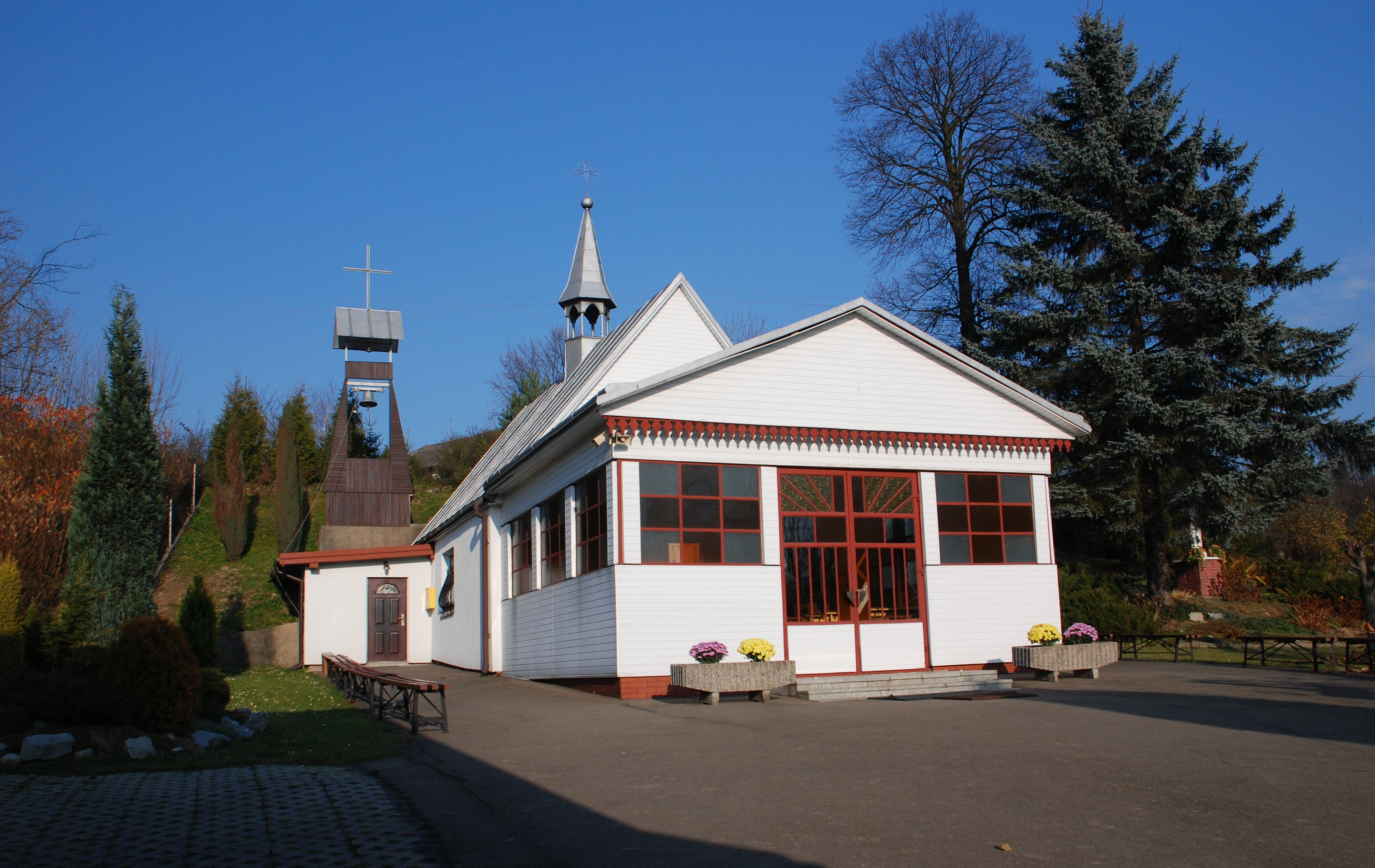
Filialkirche

- Österreichischer Soldatenfriedhof aus dem Ersten Weltkrieg (Nummer 29)